# Демеуов, Бакир Саматович
Бакир Саматович Демеуов (1 января 1959, с/з «Жосалинский» Баянаульского района) — казахстанский общественный и политический деятель, аким города Павлодар (2003-2009), начальник Управления финансов Павлодарской области (2009-2014), аким Успенского района (2014—2016).

## Трудовая биография
Родился 1 января 1959 года в совхозе «Жосалинский» Баянаульского района. Окончил Алматинский институт народного хозяйства. Имеет квалификацию экономиста и ученую степень кандидата экономических наук.
Трудовую деятельность начал в 1980 году старшим экономистом по сельскому хозяйству Баянаульского районного финансового отдела.
С 1982 по 2002 год работал на разных должностях в финансовых органах Республики Казахстан. С 2002 по 2003 год работал заместителем акима Павлодарской области.
С сентября 2003 года по апрель 2009 года занимал должность акима города Павлодара.
4 июня 2009 года распоряжением акима области назначен начальником управления финансов Павлодарской области.
С 11 апреля 2014 года по 6 августа 2016 года — аким Успенского района Павлодарской области.
С 3 августа 2016 года — член ревизионной комиссии по Павлодарской области.

## Награды
- Орден Құрмет
- Юбилейная медаль «10 лет Парламента»
- Юбилейная медаль «10 лет Астаны»
- Юбилейная медаль «10 лет Конституции РК»
- Юбилейная медаль «Қазақстан Республикасының тәуелсіздігіне 20 жыл» (2011)
- Нагрудный знак «Қаржы қызметінің үздігі» (2011)
- Юбилейный нагрудный знак «Павлодар облысына 75 жыл» (2012)

Общественные:
- Орден Петра Великого 2 степени (АПБОП, 2007) [3]